# Steinway Musical Instruments
Pour les articles homonymes, voir Steinway (homonymie).
Steinway Musical Instruments, Inc. est un conglomérat d'entreprises mondial de fabrication et de commercialisation d'instruments de musique, basé à Astoria, New York, aux États-Unis.  Elle est née de la fusion, en 1995, de Selmer Industries et de Steinway Musical Properties, la société mère des fabricants de pianos Steinway & Sons.  De 1996 à 2013, Steinway Musical Instruments était cotée à la Bourse de New York (NYSE) sous l'abréviation LVB, pour Ludwig van Beethoven,. Elle a été rachetée par la Paulson & Co. , société de capital privé, en 2013.
Par le biais d'acquisitions et de fusions, la société a acquis un grand nombre de marques d'instruments de musique et de sites de fabrication. Steinway Musical Instruments a acquis le fabricant de flûtes Emerson en 1997, le fabricant de claviers de piano Kluge en 1998, et le Steinway Hall à Manhattan en 1999. En 2000, elle a acquis le fabricant d'instruments à vent United Musical Instruments et en 2003, elle a fusionné avec leur filiale The Selmer Company pour former la filiale Conn-Selmer. En 2004, elle a acquis le fabricant d'instruments à vent Leblanc USA et l'a placé sous la tutelle de Conn-Selmer.  Elle possède désormais des fabricants de pianos, cuivres, bois, cordes, et percussions.  Parmi les marques produites sous cette marque figurent les pianos Steinway & Sons, les trompettes Bach Stradivarius, les cors français C.G. Conn, les cors d'harmonie Leblanc USA, les cors d'harmonie C.G. Conn, etc. les cors d'harmonie, les clarinettes Leblanc USA, les trombones King, les caisses claires Ludwig-Musser et les saxophones et bois Selmer USA,.
La société vend ses produits par le biais d'un réseau mondial de revendeurs aux musiciens professionnels, amateurs et étudiants, ainsi qu'aux orchestres et aux établissements d'enseignement, sous des dizaines de marques différentes. Elle détient les droits exclusifs de distribution des instruments à vent Henri Selmer Paris et des saxophones Yanagisawa aux États-Unis.
Elle emploie environ 1 700 personnes et exploite 11 sites de fabrication aux États-Unis et en Europe, en plus des fabricants sous contrat asiatiques.

## Historique
- Mai 1995 : Selmer Industries acquiert Steinway Musical Properties, société mère de la société de pianos Steinway & Sons.
- Juillet 1996 : Selmer Industries est rebaptisée "Steinway Musical Instruments"[7].
- Août 1996 :  introduction en bourse (IPO) de Steinway Musical Instruments.
- Janvier 1997 : acquisition d'Emerson, fabricant de flûtes.
- Décembre 1998 : acquisition de Kluge Klaviaturen, fabricant de claviers de piano.
- Mars 1999 : acquisition de Steinway Hall à New York, importante salle d'exposition de pianos avec salle de concert.
- Novembre 1999 : acquisition de la société O.S. Kelly, fabricant de plaques de piano.
- Janvier 2000 : acquisition de Pianohaus Karl Lang, salle d'exposition de pianos et revendeur agréé de pianos Steinway.
- Septembre 2000 : acquisition de United Musical Instruments, fabricant d'instruments à vent.
- Janvier 2003 : fusion de la Selmer Company et de United Musical Instruments en une seule entité sous le nom de Conn-Selmer.
- Août 2004 : acquisition de Leblanc USA, fabricant et distributeur d'instruments à vent.
- Mai 2008 : acquisition de ArkivMusic (en), détaillant en ligne de musique classique enregistrée.
- Septembre 2013 : acquisition par Paulson & Co.[8].

## Produits

### Produits actuels
L'entreprise produit des instruments sous les marques suivantes :
- Pianos :
  - Steinway & Sons - pianos pour le marché haut de gamme
  - Boston - pianos pour le marché de niveau moyen
  - Essex - pianos pour le marché d'entrée de gamme
- Cuivres :
  - Vincent Bach - trompettes, cornets, bugles, trombones
  - Conn - cors, bugles, cornets, trombones, trompettes, tubas, sousaphones, saxophones
  - Holton (en) - cornets, cors, trombones, trompettes
  - King - cuivres de fanfare, trombones, barytons, cornets, bugles, cors d'harmonie, mellophones, trompettes, tubas, sousaphones.
  - Prélude - trompettes, cuivres de fanfare, piccolos, flûtes, clarinettes, saxophones (instruments d'entrée de gamme) (chinois)
- Bois :.
  - Armstrong - flûtes, piccolos
  - Leblanc USA - clarinettes
  - Selmer USA - saxophones, clarinettes, flûtes, hautbois, bassons
  - Vito (en) - clarinettes d'entrée de gamme
- Cordes :.
  - Glaesel - violons, altos, violoncelles, contrebasses (chinois)
  - Scherl & Roth - violons, altos, violoncelles, contrebasses (chinois)
  - Wm. Lewis & Son - violons, altos, violoncelles, contrebasses (chinois)
- Percussions et tambours :
  - Ludwig-Musser
  - Musser (en)
- Autres :
  - Écoute : La vie avec la musique et la culture " - magazines
  - Rousseau - becs (bois)
  - Steinway & Sons Label - label de disques[9].

### Produits abandonnés
- Cuivres :
  - Benge - trompettes, trompettes piccolo, trombones
  - Cleveland
  - Martin - trompettes, trombones
- Bois :
  - Artley
  - Avanti - flûtes
  - Emerson - flûtes, piccolos
  - Galway Spirit Flutes - flûtes
  - Georges Leblanc Paris - clarinettes
  - Noblet - clarinettes
  - Normandy - clarinettes